# VisitBritain
VisitBritain er Storbritanniens officielle turistbureau, som arbejder for at opbygge kendskabet til Storbritannien som destination. Turistbureauet hjælper turister og rejsebureauer med praktisk information, at finde overnatning og restauranter samt billetter til begivenheder, teater eller undergrundsbane og tog.
VisitBritain blev dannet 1. april 2003, som et resultat af sammenlægningen af de britiske turistmyndigheder og det engelske turistråd. Organisationen blev grundlagt af ministeriet for kultur-, media- og sport. VisitBritains nordiske hovedkontor ligger i Stockholm og har 12 ansatte.

## Ekstern henvisning
- VisitBritains hjemmeside Arkiveret 5. november 2011 hos  Wayback Machine
- VisitBritains guide blog

| Firma | Spire Denne artikel om et firma eller en virksomhed i Storbritannien er en spire som bør udbygges. Du er velkommen til at hjælpe Wikipedia ved at udvide den. |